# Communauté de communes de la Lauter
La  Communauté de communes de la Lauter  es una estructura intermunicipal francesa situada en el departamento del Bajo Rin, en región de Alsacia. Se creó el 21 de julio de 2000. Se compone de 6 comunas: Lauterbourg (5 delegados), Neewiller-près-Lauterbourg (2 delegados), Niederlauterbach (2 delegados), Oberlauterbach (2 delegados), Salmbach (2 delegados) y Scheibenhard (2 delegados)
Tiene su sede en Lauterbourg. Su presidente es Jean-Michel Fetscher, alcalde de Lauterbourg.
- Datos: Q1117775